# Karel Trinkewitz
Karel Trinkewitz (* 23. August 1931 in Mečeříž, Landkreis Jungbunzlau; † 14. März 2014 in Hamburg) war ein deutsch-tschechischer Collagist, Zeichner, Maler und Schriftsteller, der für seine Haikus bekannt wurde. Ende der 70er Jahre emigrierte er aus der Tschechoslowakei in die Bundesrepublik Deutschland, lebte kurz in Essen und von 1980 bis 2005 in Hamburg.

## Leben
Die Familie seiner Mutter kam Ende der 1920er/Anfang der 1930er Jahre aus Ostpreußen in die ČSR, die Familie seines Vaters stammte aus Südböhmen.

„Mein ganzes Leben verlief nach den Gesetzmäßigkeiten der Judenverfolgung … Der jüdische Teil meiner Familie kam aus Ostpreußen in die damalige Tschechoslowakei, um den Nazis zu entkommen.“

Als Siebenjährigen, nach der Besetzung der Reste der ČSR im März 1939, hat ihn der Rassenwahn (erklärt in den „Nürnberger Gesetzen“) der Nazis und ihrer einheimischen Kollaborateure erreicht, doch entgeht die „halbjüdische“ Familie den Deportationen.

„Als Halbjude durfte ich nicht in die Schule, ich wurde zu Hause unterrichtet, hauptsächlich von meiner Mutter, die mir das Tschechische beigebracht hat.“

Die, diesmal „halbdeutsche“, Familie entgeht zwar der Vertreibung der Deutschen aus der Tschechoslowakei nach 1945 (erklärt in den Beneš-Dekreten). Doch auch ihn, einen Vierzehnjährigen, trifft seine „Andersartigkeit“, wie viele andere auch.

„Ich hatte ja die deutsche Staatsangehörigkeit.“

In den Jahren 1949 bis 1951 besuchte Karel Trinkewitz zwei Jahre die keramische technische Fachschule in Teplice-Šanov, wo er im Jahre 1952 das Abitur ablegte und an derselben Schule den Beruf des Porzellandrehers erlernte. Im selben Jahr begann er sein Studium an der juristischen Fakultät der Prager Karlsuniversität, auch wenn er ursprünglich Philosophie studieren wollte.

„Also habe ich es mit Jura an der Prager Karlsuniversität versucht, aber schon nach dem dritten Semester gab es Ärger.“

1954 wurde er aufgrund seiner Gegnerschaft zur kommunistischen Ideologie vom Studium ausgeschlossen. Danach übte er die verschiedensten Berufe aus – Bauarbeiter, Buchhalter, Texter, Graphiker.

„Ich schlug mich als Bauarbeiter durch, dann war ich Paketträger bei der Post … Weil ich schon mal ein paar Texte verfasst hatte, durfte ich im Reklamebereich der Post anfangen.“

Ende der 1950er Jahre – das politische Tauwetter der frühen 50er hat aus Moskau auch die ČSR erreicht (war in Moskau dann aber schon am Abklingen) – bewirbt er sich bei der Zeitschrift V srdci Evropy („Im Herzen Europas“), deren Chefredakteur ein jüdischer KZ-Überlebender war. Seine Stellvertreterin war eine mit einem Serben verheiratete Jüdin.

„Sie hatten als Titoisten in der stalinistischen ČSR zwei Jahre im Knast gesessen – jetzt, da die Zeit der Wiedergutmachung [die] im Prager Frühling [gipfelte] anbrach, hatten wir bessere Karten.“

Ein Jahrzehnt lang arbeitet Karel Trinkewitz in der Redaktion als Autor, Grafiker und Karikaturist, ab 1961 auch als Redakteur für verschiedene Kulturzeitschriften. Bald nach dem Ende des Prager Frühlings verliert er, wie viele andere auch, seine Arbeit. Als bildender Künstler darf er nicht mehr ausstellen.

„Als dann die Panzer rollten, war der Traum vorbei.“

Wegen seiner aktiven Beteiligung am Prager Frühling erhielt auch er als Journalist Berufsverbot. Zwei Jahre nach der Unterzeichnung der Charta 77 wurde er zur Emigration gezwungen.

„Ich ging zunächst nach Essen, wo ich Bekannte hatte und betrieb dort eine Galerie … Hamburg war für Tschechen schon immer ein Symbol von Freiheit, eine Hafenstadt, von der aus man in die ganze Welt reisen konnte.“

Bis 2005 lebte er in Hamburg, zeitweise auch im schweizerischen Tessin und nach der Wende im November 1989 auch wieder in Prag. 1989 ernannte ihn sein Freund und erster Außenminister der ČSFR nach der Wende, Jiří Dienstbier, zum Konsul in Hamburg.

„Zusammen mit … Václav Havel und … Henning Voscherau habe ich die Städtepartnerschaft zwischen Hamburg und Prag eingefädelt.“

Er lehnte die wilde Privatisierung symbolisiert durch Václav Klaus entschieden ab und engagierte sich bei den Sozialdemokraten seines Freundes Miloš Zeman, doch auch dort traf er auf Korruption und Vetternwirtschaft und trat aus.

„An Silvester 1989 habe ich mit Václav Klaus darüber diskutiert, ihm gesagt, wir müssten von den Amerikanern lernen, eine Anti-Mafia Abteilung gründen – er hat nur gelacht, weil er bereits wusste, was er mit seiner Privatisierung vorhatte.“

„Uns ging es um die Freiheit, um den Sozialismus mit menschlichem Antlitz – jetzt haben wir den Kapitalismus mit menschlicher Fratze, eine Globalisierung zugunsten der Superreichen … Deshalb ist Europa für Klaus immer eine Gefahr gewesen, er will nicht kontrolliert werden … Das [wahnsinnig viel Geld von Brüssel] klauen die Leute in den hohen Posten – in Afrika sind das 90 Prozent, bei uns halt nur 40 Prozent. Die Justiz ist käuflich, für mich ist Tschechien heute ein Schurkenland.“

Seit 2005 richtete er sich ein Refugium in dem kleinen Ort Rabí im Vorböhmerwald ein, um sich ungestört seinem künstlerischen Schaffen widmen zu können.

### Künstler
Künstlerisch ging er zunächst dem Surrealismus nach, später begann er, sich mit Schrift und Kalligraphie zu befassen. Seit Mitte der sechziger Jahre des 20. Jahrhunderts entwickelte er Zeichnungen, in denen sich der Einfluss der Kalligraphie mit bildenden Darstellungen dichterischer Bildern verbindet (Literarismus).

„Schon als Schüler der Keramikschule gefielen mir die Bilder von Salvador Dalí. Das war ja verboten, es galt als entartete Kunst.“

Seit dem Jahre 1965 wirkte er in der Gruppe der um Jiří Kolář vereinigten Experimentalkünstler mit. Er wurde zum Gründungsmitglied der Gruppe „Klub der Konkretisten“ (tsch. „Klub konkretistů“). Seit dem Ende der sechziger Jahre arbeitete er an einer Theorie des Romans und der Collage.

„So eine umfassende Theorie ist ein Prozess, der niemals fertig wird.“

Sein künstlerisches Schaffen hat ein mannigfaltiges und umfangreiches literarisches Werk hervorgebracht: so schrieb er Prosa, Essays und Gedichte, illustrierte, zeichnete und widmete sich der politischen Karikatur.

„Ich sammle alles, Objekte mit Schriften, Buchstaben in Kugeln, Schüttelreime in Deutsch und Tschechisch.“

In Deutschland stand er in engem Kontakt mit dem Kreis um Max Bense. Karel Trinkewitz war Teilnehmer der documenta 11 und schuf für die Weltausstellung Expo 2000 in Hannover die „Emder Kuh“.
In Tschechien mischte er sich ein, immer wieder, auch als Künstler.

„Ich habe ein Musical gegen Klaus geschrieben, aber es wurde leider nicht gespielt – das große Hochwasser hat das Theater überflutet und Klaus vor der Lächerlichkeit bewahrt.“

## Auszeichnungen
Unter vielen anderen Auszeichnungen erhielt er 1994 die Hamburger Biermann-Ratjen-Medaille.